# 대한민국 민법 제564조
대한민국 민법 제564조는 매매의 일방예약에 대한 민법 채권법 조문이다.

## 조문
제564조(매매의 일방예약) ① 매매의 일방예약은 상대방이 매매를 완결할 의사를 표시하는 때에 매매의 효력이 생긴다.
②전항의 의사표시의 기간을 정하지 아니한 때에는 예약자는 상당한 기간을 정하여 매매완결여부의 확답을 상대방에게 최고할 수 있다.
③예약자가 전항의 기간내에 확답을 받지 못한 때에는 예약은 그 효력을 잃는다.

第564條(賣買의 一方豫約) ① 賣買의 一方豫約은 相對方이 賣買를 完結할 意思를 表示하는 때에 賣買의 效力이 생긴다.
②前項의 意思表示의 期間을 定하지 아니한 때에는 豫約者는 相當한 期間을 定하여 賣買完結與否의 確答을 相對方에게 催告할 수 있다.
③豫約者가 前項의 期間內에 確答을 받지 못한 때에는 豫約은 그 效力을 잃는다.

## 참고 문헌
- 오현수, 일본민법, 진원사, 2014. ISBN 978-89-6346-345-2
- 오세경, 대법전, 법전출판사, 2014 ISBN 978-89-262-1027-7
- 이준현, LOGOS 민법 조문판례집, 미래가치, 2015. ISBN 979-1-155-02086-9